# Archives départementales de la Haute-Garonne
Les archives départementales de la Haute-Garonne sont un service du conseil départemental de la Haute-Garonne situé à Toulouse en France.

## Histoire

### Bâtiments
Le bâtiment du boulevard Bernard-Griffoul-Dorval, à l'emplacement de l'ancienne gare Saint-Sauveur, a été construit en 1951-1955 par les architectes Fabien Castaing et Pierre Viatgé (capacité de 25 kilomètres linéaires).
En 2017, les documents sont répartis dans une dizaine de bâtiments.
Un nouveau bâtiment a été construit au chemin des Capelles (actuel no 98) et depuis l'été 2021 le déménagement y a commencé, il a une capacité de 40 kilomètres linéaires, 14 magasins d'archivage, une salle de dépoussiérage, une salle d'isolement et deux salles de tri.
Le siège des archives au boulevard Bernard-Griffoul-Dorval sera alors réhabilité,,.

### Liste des directeurs
- Joseph Bila, garde des archives de la préfecture de février 1807 à avril 1808
- Lecointre, à partir du 15 avril 1808 (ne semble pas être resté en fonction au-delà de 1810)
- Faillon, nommé par arrêté préfectoral du 30 août 1810 (semble être resté en activité jusqu’en 1815)
- Jean-Raymond Cardes, connu par un rapport du 6 septembre 1830, prend sa retraite le 1er septembre 1835
- J. Viguier, archiviste en 1835, jusqu’en décembre 1839
- Jean-Baptiste Belhomme, du 1er janvier 1840 à décembre 1856
- Auguste-Adolphe Baudoin, archiviste-paléographe de la promotion de 1852, du 17 janvier 1857 au 30 septembre 1895 (ancien archiviste de la Haute-Marne)
- Félix Pasquier, archiviste-paléographe de la promotion de 1873, du 1er octobre 1895 au 31 décembre 1921 (ancien archiviste de l’Ariège)
- Gabriel Loirette, archiviste-paléographe de la promotion de 1910, du 1er janvier 1922 au 31 mars 1926 (ancien archiviste des Deux-Sèvres)
- Benjamin-François Faucher, archiviste-paléographe de la promotion de 1910, du 1er avril 1926 au 31 décembre 1951 (ancien archiviste de Tarn-et-Garonne)
- Henri Blaquière, archiviste-paléographe de la promotion de 1934, conservateur en chef, du 1er janvier 1952 au 30 avril 1973 (ancien archiviste de l’Aude)
- Jean Queguiner, archiviste-paléographe de la promotion de 1950, conservateur en chef, du 1er mai 1973 au 31 mars 1978 (ancien archiviste de Seine-et-Marne)
- Pierre Gérard, archiviste-paléographe de la promotion de 1952, conservateur en chef, du 1er juillet 1978 au 31 juillet 1992 (ancien archiviste de Meurthe-et-Moselle)
- Bernadette Suau, archiviste-paléographe de la promotion de 1971, conservateur en chef, du 1er octobre 1992 au 31 août 2003 (archiviste adjointe de l’Eure, ancienne archiviste des Landes)
- Jean Le Pottier, archiviste-paléographe de la promotion de 1979, du 1er janvier 2004 au mois de juin 2014 (conservateur aux Archives Nationales chargé du ministère de l’Agriculture, ancien directeur des Archives du Tarn et de l’Hérault, inspecteur général des Archives, chef du département du réseau à la direction des Archives de France)
- Anne Goulet, archiviste-paléographe de la promotion 1989, conservateur en chef, entrée en fonction le 22 septembre 2014 (ancienne directrice des Archives des Pyrénées-Atlantiques)

## Fonds

### Ensemble des documents conservés
Le service d'archives conserve les archives produites par les administrations et les services publics dont la compétence s'étend sur le département de la Haute-Garonne.
On y retrouve les grandes typologies de documents suivantes :
- des archives des institutions d'Ancien Régime (depuis le IXe siècle)
- des archives des administrations départementales ainsi que régionales et interrégionales depuis la Révolution
- des registres paroissiaux et d'état civil (depuis la fin du XVIe siècle)
- des archives municipales déposées (depuis le XIIe siècle)
- des archives hospitalières (depuis le XIIIe siècle)
- des archives notariales (depuis le XIVe siècle) : enregistrements, hypothèques, cadastres...
- des archives privées (provenant de personnalités, de familles, d'associations, d'entreprises...)
- des cartes et plans (depuis le XVe siècle)
- une bibliothèque : journaux, ouvrages, revues...
- une photothèque : cartes postales, photographies[10]...

### Archives numérisées
Une partie des archives conservées par le service d'archives départemental de la Haute-Garonne est numérisée et consultable sur leur site internet tel que :
- l'état civil
- le recrutement militaire
- les recensements de population
- des archives communales numérisées
- des archives figurées
- les cadastres
- d'autres fonds numérisés[11].

## Pour approfondir